# Acolasis zenobina
Acolasis zenobina är en fjärilsart som beskrevs av J. Peter Maassen 1890. Acolasis zenobina ingår i släktet Acolasis och familjen nattflyn. Inga underarter finns listade i Catalogue of Life.